# Portogallo ai Giochi della XIX Olimpiade
Il Portogallo partecipò ai Giochi della XIX Olimpiade che si sono svolti a Città del Messico dal 12 al 27 ottobre 1968, con una delegazione di 20 atleti impegnati in 6 discipline: atletica leggera, ginnastica, lotta, scherma, sollevamento pesi e vela. Portabandiera fu il velista José Manuel Quina, alla sua seconda Olimpiade, già medaglia d'argento a Roma 1960.
Fu la dodicesima partecipazione del Portogallo ai Giochi estivi. Non fu conquistata nessuna medaglia.